# Dieynaba Diop
Dieynaba Diop, née le 15 juillet 1974 à Mantes-la-Jolie (Yvelines) est une femme politique française.
Membre du Parti socialiste (PS), duquel elle devient en 2018 porte parole, elle est élue députée dans la 9e circonscription des Yvelines lors des élections législatives de 2024.

## Biographie
Née en 1974 à Mantes-la-Jolie, fille d'un couple sénégalais installé en France, ayant grandi en HLM dans le quartier de la Vigne-Blanche aux Mureaux, elle devient professeure d'histoire-géographie en lycée professionnel à Mantes-la-Jolie et mère de trois enfants. Elle est binationale franco-sénégalaise. Elle se déclare musulmane pratiquante.
Sollicitée par la mairie des Mureaux en 2008, elle s’engage auprès du maire socialiste, François Garay, lorsqu’il se présente pour un deuxième mandat dans la ville des Mureaux. Elle devient adjointe au maire de 2008 à 2014 chargée de l’Éducation et de la Vie des quartiers, puis de la Culture de 2014 à 2020, et enfin des relations internationales, de la coopération décentralisée, de la francophonie et de l’apprentissage des langues de 2020 à 2024.
Elle n'adhère au Parti socialiste qu'en 2013. Deux ans plus tard, elle se présente une première fois au conseil régional sur la liste de Claude Bartolone (en position non éligible). En 2017, elle soutient Luc Carvounas (maire d'Alfortville et ex-directeur de la campagne des régionales) lorsqu’il annonce sa candidature au poste de premier secrétaire du Parti socialiste, puis intègre la direction nationale du parti. Elle devient une des porte-parole du parti socialiste en 2018 au congrès d'Aubervilliers, elle est reconduite durant les congrès suivants en 2021, 2023 et 2025. 
Dieynaba Diop est conseillère régionale d'Île-de-France pour les Yvelines depuis juillet 2021, et également Première secrétaire fédérale du Parti socialiste des Yvelines depuis 2023, elle est réélue en 2025. 
En 2024, lors des élections européennes, elle figure sur la liste d'alliance entre le Parti socialiste et Place Publique menée par Raphaël Glucksmann, à la 18e place.
Candidate socialiste lors des élections législatives de 2024, elle est investie par le Nouveau Front populaire,, avec son suppléant Pierre Krasucki. Elle est élue avec 53,97% des voix dans la neuvième circonscription des Yvelines, en battant le candidat du Rassemblement national Laurent Morin,, après le retrait de Bruno Millienne (MoDem) arrivé en 3e position. Elle devient ainsi la première députée de gauche de cette circonscription, depuis le redécoupage de 1986.
À l'Assemblée nationale, elle siège à la Commission des Affaires Etrangères. Afin de respecter les règles de non cumul de mandats, elle démissionne du conseil municipal des Mureaux afin de se consacrer à la députation et à son rôle de conseillère régionale d'Ile-de-France.
En mars 2025, la présidente de l'Assemblée nationale, Yaël Braun-Pivet, décide de nommer la députée vice-présidente de l’Assemblée parlementaire de la Francophonie (APF) et présidente déléguée de la section française.

## Synthèse des résultats électoraux

### Élections législatives
| Année | Parti | Parti    | Circonscription | 1er tour | 1er tour | 1er tour | 2d tour | 2d tour | 2d tour |
| Année | Parti | Parti    | Circonscription | Voix     | %        | Rang     | Voix    | %       | Issue   |
| ----- | ----- | -------- | --------------- | -------- | -------- | -------- | ------- | ------- | ------- |
| 2024  |       | PS (NFP) | 9e des Yvelines | 18 520   | 29,64    | 2e       | 31 042  | 53,97   | Élue    |